# James Russell Leech
James Russell Leech (* 19. November 1888 in Ebensburg, Cambria County, Pennsylvania; † 5. Februar 1952 in Chevy Chase, Maryland) war ein US-amerikanischer Politiker. Zwischen 1927 und 1932 vertrat er den Bundesstaat Pennsylvania im US-Repräsentantenhaus.

## Werdegang
James Leech besuchte die öffentlichen Schulen seiner Heimat und die dortigen High Schools sowie die Mercersburg Academy. Im Jahr 1911 absolvierte er das Washington & Jefferson College in Washington (Pennsylvania). Nach einem anschließenden Jurastudium an der University of Pennsylvania in Philadelphia und seiner 1915 erfolgten Zulassung als Rechtsanwalt begann er in Ebensburg in diesem Beruf zu arbeiten. Während des Ersten Weltkrieges diente er zwischen 1917 und 1919 als Leutnant in der United States Army. Politisch schloss er sich der Republikanischen Partei an.
Bei den Kongresswahlen des Jahres 1926 wurde Leech im 20. Wahlbezirk von Pennsylvania in das US-Repräsentantenhaus in Washington, D.C. gewählt, wo er am 4. März 1927 die Nachfolge von Anderson Howell Walters antrat. Nach zwei Wiederwahlen konnte er bis zu seinem Rücktritt am 29. Januar 1932 im Kongress verbleiben. Seit 1929 war auch die Arbeit des US-Repräsentantenhauses von den Ereignissen der Weltwirtschaftskrise geprägt.
James Leechs Rücktritt erfolgte nach seiner Ernennung zum Richter am Bundessteuergericht. Er übte dieses Amt bis zu seinem Tod am 5. Februar 1952 in Chevy Chase aus und wurde in seiner Heimatstadt Ebensburg beigesetzt.